# Лето с ковбоем
«Лето с ковбоем» (чеш. Léto s kovbojem) — чехословацкий художественный фильм, кинокомедия 1976 года.

## Сюжет
Дубравка в деревне на каникулах со своим женихом. Она — психолог, уже окончила учёбу, он — будущий врач ещё учится, и готовится к важному экзамену  по медицине. Но жизнь приносит неожиданности. Дубравка плавая нагишом в реке знакомится с местным трактористом, который временно стал пастухом, ковбоем, — что послужило началом их сумасшедшей любви.

## В ролях
- Даниэла Коларова — Дубравка, психолог
- Яромир Ганзлик — Гонза Махачек, тракторист
- Олдрих Визнер — Боба Карасек
- Хана Чишкова — Йитка
- Иржи Плескот — отец Дубравки
- Либуше Швормова — мать Дубравки
- Славка Будинова — мать Гонзы
- Квета Фиалова — Караскова, мать Бобы
- Мила Мысликова — Кутна, мать Йитки
- Ленка Коринкова — Кларка Студничкова
- Йозеф Сомр — профессор Студничка
- Ян Скопечек — отчим Гонзы
- Михал Длоуги — Лада, брат Гонзы
- Магулена Бочанова — Ленка, единокровная сестра Гонзы
- Йозеф Глиномаз — председатель
- Роберт Врхота — мясник